# ديريك وليامز (مخرج أفلام)
ديريك وليامز (بالإنجليزية: Derek Williams)‏ (و. 1929  م) هو مخرج أفلام، وكاتب سيناريو، ومصور سينمائي، ومنتج أفلام بريطاني.

## وصلات خارجية
- ديريك وليامز على موقع IMDb (الإنجليزية)
- ديريك وليامز على موقع قاعدة بيانات الفيلم (الإنجليزية)
- ديريك وليامز في قاعدة بيانات الأفلام على الإنترنت